# 西大街街道 (郑州市)
西大街街道，是中华人民共和国河南省郑州市管城回族区下辖的一个乡镇级行政单位。西大街街道成立于2000年4月，办公地址位于维新街4号。辖区地处郑州老城的中西部，东起南大街、南关街，西至南顺城街与二七区接壤，南起熊儿河、东三马路，北至西大街，总面积约0.67平方公里，总户数约1.3万户，常住人口2.3万余人，流动人口1.3万余人，下辖5个社区，7个公共单位，28条主次干道及背街小巷，56个居民楼院。

## 行政区划
西大街街道下辖以下地区：
南顺城街社区、平等街社区、南乾元街社区、市三院社区、南学街社区和华亿社区。